# OneRepublic
OneRepublic je američki pop rock sastav osnovan 2002. godine u Coloradu.
Nakon nekoliko godina umjerenog uspjeha, veliku pažnju javnsti dobili su izdavanjem singla "Apologize" i "Stop and Stare". Pjesma "Apologize" u povijesti SAD-a najviše je legalno preuzeta pjesma s interneta s više od 4,3 milijuna digitalnih skidanja samo u SAD-u. Sastav je također ostvario prodaje više od 5 milijuna primjeraka izvan SAD-a dodajući i 9 milijuna singlova od pjesama "Apologize" i "Stop and Stare". Još uspješniji remix pjesme "Apologize" nalazi se na Timbalandovom albumu Timbaland Presents Shock Value i na debitantskom albumu sastava Dreaming Out Loud.
Svoj drugi album, Waking Up, OneRepublic je objavio 17. studenog 2009. godine. Prvi singl "All the Right Moves" izdan je 22. rujna 2009. godine te je dospio u top 10 ljestvica u Irskoj, Novom Zelandu i Švicarskoj.

## Povijest sastava
Sastav je osnovan od strane tekstopisca i producenta nominiranog za Grammy, Ryana Teddera i njegovog školskog prijatelja Zacha Filkinsa u Colorado Springsu, Colorado. Prvobitno ime sastava bilo je This Beautiful Mess [Ovaj predivan nered] ili samo Republic, no na kraju je izabrano ime OneRepublic.

## Članovi

### Sadašnji članovi
- Ryan Tedder – vodeći vokal, gitara, bas-gitara, glasovir, bubnjevi (2002. – danas)
- Zach Filkins – gitara, vokal (2002. – danas)
- Drew Brown – gitara, bas-gitara (2002. – danas)
- Eddie Fisher – bubnjevi, udaraljke (2005. – danas)
- Brent Kutzle – bas-gitara, klavijature, čelo, vokal (2007. – danas)

### Bivši članovi
- Van Stokes – bas-gitara (2005. – 2005.)
- Jerrod Bettis – bubnjevi (2002. – 2005.)
- Tim Myers – bas-gitara (2004. – 2007.)

## Diskografija

### Albumi
- Dreaming Out Loud (2007.)
- Waking Up (2009.)
- Native (2013.)
- Oh My My (2016.)
- Human (2021.)

### Singlovi
- 2007.: "Apologize (Remix)"
- 2008.: "Stop and Stare"
- 2008.: "Say (All I Need)"
- 2008.: "Mercy"
- 2009.: "Come Home"
- 2009.: "All the Right Moves"
- 2009.: "Secrets"
- 2010: "Marchin On"
- 2010: "Good Life"
- 2012.: "Feel Again"
- 2013: "If I Lose Myself"
- 2013.: "Counting Stars"
- 2013: "Something I Need"
- 2014: "Love Runs Out"
- 2014: "I Lived"
- 2016: "Wherever I Go"
- 2016: "Kids"
- 2016: "Let's Hurt Tonight"
- 2017: "No Vacancy"
- 2017: "Rich Love"
- 2018: "Start Again"
- 2018: "Connection"
- 2019: "Rescue Me"
- 2019: "Wanted"
- 2020: "Didn't I"
- 2020: "Better Days"
- 2020: "Lose Somebody"
- 2020: "Wild Life"

## Nagrade
| Godina | Nagrada                     | Kategorija                                                         | Rezultat   |
| ------ | --------------------------- | ------------------------------------------------------------------ | ---------- |
| 2008.  | Teen Choice Awards          | Izbor grupe probijanja s posrednikom [Choice Breakout Group]       | Nominacija |
| 2008.  | Teen Choice Awards          | Izbor rock skladbe ("Stop and Stare")                              | Nominacija |
| 2008.  | MuchMusic Video Awards      | Najbolji internacionalni video – Grupa ("Apologize") s Timbalandom | Nominacija |
| 2008.  | MuchMusic Video Awards      | Najbolji internacionalni video – Grupa ("Stop and Stare")          | Nominacija |
| 2008.  | ECHO                        | Nacionalni/Internacionalni hit godine ("Apologize") s Timbalandom  | Nominacija |
| 2008.  | MTV Asia Awards             | Najbolji Hook-up ("Apologize") s Timbalandom                       | Dobitnik   |
| 2008.  | MTV Asia Awards             | Najprobojniji izvođač                                              | Nominacija |
| 2008.  | MTV Europe Music Awards     | Najbolje novo djelo                                                | Nominacija |
| 2009.  | People's Choice Awards, SAD | Omiljena rock pjesma ("Apologize")                                 | Nominacija |
| 2009.  | Grammy Awards               | Najbolja pop izvedba dueta ili grupe s vokalima ("Apologize")      | Nominacija |
| 2009.  | ECHO                        | Najbolja internacionalna grupa                                     | Nominacija |

## Vanjske poveznice
- Službena stranica  Arhivirana inačica izvorne stranice od 13. listopada 2009. (Wayback Machine)
- Dreaming Out Loud službena stranica u UK  Arhivirana inačica izvorne stranice od 7. siječnja 2010. (Wayback Machine)
- OneRepublic na YouTube-u